# ناصر جمعه
ناصر جمعه (انگلیسی: Nasser Jumaa؛ زادهٔ ۲۴ سپتامبر ۱۹۸۸) بازیکن فوتبال اهل امارات متحده عربی است.